# Aspilia eckendorfii
Aspilia eckendorfii là một loài thực vật có hoa trong họ Cúc. Loài này được Philipson mô tả khoa học đầu tiên năm 1939.